# Vicente Gómez Umpiérrez
Vicente Gómez Umpiérrez (Las Palmas, 31 de agosto de 1988) é um futebolista profissional espanhol que atua como defensor.

## Carreira
Vicente Gómez Umpiérrez começou a carreira no AD Hurancan.